# Cerdedo (kommun i Spanien)
Cerdedo var en tidigare kommun i Spanien. Den låg i provinsen Pontevedra i den autonoma regionen Galicien i nordvästra delen av landet, 400 km nordväst om huvudstaden Madrid. Antalet invånare var 2013 1 865. Arean var 80 kvadratkilometer.
År 2016 fusionerades den med Cotobade till kommunen Cerdedo-Cotobade